# Jack the Giant Killer (film, 2013)
Pour plus de détails, voir Fiche technique et Distribution.
Jack the Giant Killer est un film fantastique américain de 2013, produit par The Asylum et réalisé par Mark Atkins. Une version moderne des contes de fées Jack le tueur de géants et Jack et le Haricot magique, le film met en vedette Ben Cross et Jane March. C’est un mockbuster de Jack le chasseur de géants. Il est sorti en DVD au Royaume-Uni sous le titre The Giant Killer.

## Synopsis
Lors de la fête du dix-huitième anniversaire de Jack, un homme qui semble fou se présente en prétendant avoir un cadeau du père disparu de Jack, Newald Krutchens. L’étranger, Jess Walters, dit à Jack qu’il n’oublie jamais une promesse. La mère de Jack, Sharon, croit que Jess est « cliniquement fou » et veut que Jack oublie l’incident. Après avoir ouvert le cadeau et découvert qu’il ne contient que des haricots, Jack les jette dans un champ vide.
Jack découvre le lendemain matin que le haricot a poussé et qu’il est devenu géant. Jack est saisi par une vrille de haricot et transporté dans les nuages pour trouver une terre étrangère. Il est poursuivi par un monstre ressemblant à un dinosaure et se réfugie dans un château mécanique flottant à proximité. Il s’avère que le château est habité par son père. Pour Jack, son père a disparu depuis sa naissance, mais Newald jure qu’il n’est parti que depuis quelques jours. Il est surpris que son fils soit maintenant un adulte. Il en déduit que la légende doit être vraie : un jour dans ce pays équivaut à un an sur Terre. Newald n’a encore que vingt-neuf ans. Jack explique à son père que Jess lui a donné les haricots, et Newald se souvient affectueusement que son ami n’oublie jamais une promesse. Jack suggère alors qu’ils redescendent le haricot ensemble, mais Newald souligne que « seul celui qui plante le haricot peut parcourir la tige ».
Jack et son père explorent le Pays des Nuages. Dans l’espoir de trouver une solution à leur problème, ils rendent visite à la mystérieuse sorcière Selina. Newald rencontre Selina alors qu’elle prend un bain au milieu d’une pièce vide. Pendant ce temps, Lisa, la petite amie de Jack, plante un autre haricot pour sauver Jack, mais Selina utilise ce haricot pour emmener les bêtes sur Terre afin qu’elle puisse la diriger. Il est finalement révélé que Mildred, la mère de Selina, est devenue une légende locale pour avoir prétendu que sa fille avait été volée par des géants. Selina vient sur Terre pour retrouver Mildred.
L’armée britannique intervient, vêtue d’uniformes de la Seconde Guerre mondiale. Ils déclarent que le haricot est une menace publique, mais leurs armes militaires (y compris les fusils, les balles tranquillisantes et les balles en caoutchouc) sont inefficaces contre les bêtes. Lisa, Newald et Jack poussent le château flottant jusqu’au bout du monde des Nuages. Newald admet qu’il n’a aucune idée de ce qui va se passer. Heureusement, le château semble bien résister. Le château tombe au bord du monde et ils atterrissent en toute sécurité sur une créature. Le général O’Shauncey a vu beaucoup de choses dans sa carrière militaire, mais il s’exclame que cela « bat tout ». Pendant ce temps, Jess prétend être le premier ministre.
Newald attrape le collier de Selina car il croit que cela arrêtera son contrôle sur les géants. Il cite la loi selon laquelle « ils deviendront des bêtes pacifiques des champs ». Malheureusement, les géants ne deviennent pas des bêtes pacifiques des champs et deviennent maléfiques, attaquant tout le monde en vue. Newald emmène Selina dans une voiture et la présente à ses amis. Le conducteur est écrasé par un géant.
L’armée britannique vainc la plupart des monstres, mais il en reste un. Jess se sacrifie pour distraire la bête avec sa moto et est tragiquement écrasé sous les pieds. Jack sauve la situation dans une combinaison mécanique en métal et Selina embrasse Newald, renonçant à ses plans de vengeance.

## Distribution
- Ben Cross : Agent de police Hinton
- Jane March : Serena
- Jamie Atkins : Jack Krutchens
- Vicki Glover : Lisa Russell
- Harry Dyer : Newald Krutchens
- Tanya Winsor : Sharon Mason
- Julian Boote : Nigel Mason
- Jon Campling : Jess Walters
- Steve McTigue : Général O'Shauncey
- Robert Boyle : Sergent Jones
- Noel Ross : Constable Milton
- Nigel Peever : Oscar Madison

## Versions
Le film est sorti directement en vidéo et en vidéo à la demande le 12 mars 2013. Dans la tradition du catalogue de The Asylum, Jack the Giant Killer est un mockbuster du film Jack le chasseur de géants de New Line Cinema et Legendary Pictures.

## Accueil

### Réception critique
Influx Magazine l’a noté « D » et l’a qualifié de « plutôt mauvais ». Moira a donné au film une étoile, trouvant que le film avait un bon début et que la première moitié était prometteuse, mais que la dernière partie du film n’était pas à la hauteur.